# توربوبوز
التوربوبوز، المعروف أيضًا باسم هوموبوز، إلى الارتفاع في الغلاف الجوي الذي يسيطر عليه الخلط المضطرب تحته. رياضيًا، يتم تعريفه على أنه النقطة التي يكون فيها معامل انتشار الدوامة مساويًا لمعامل الانتشار الجزيئي. تُعرف المنطقة الواقعة أسفل فترة انقطاع التوربين باسم الغلاف المتجانس، حيث يختلط الغلاف الجوي جيدًا للأنواع الكيميائية التي لها فترات طويلة من المكوث. تميل المواد الكيميائية عالية التفاعل إلى أن يكون لها تركيز متغير في جميع أنحاء الغلاف الجوي، في حين أن الأنواع غير المتفاعلة لها تركيزات أكثر تجانسًا. المنطقة فوق التوربينات هي الغلاف الجوي، حيث يسود الانتشار الجزيئي ويختلف التركيب الكيميائي للغلاف الجوي وفقًا للأنواع الكيميائية ووزنها الذري.
يقع التوربوبوز الأرضي بالقرب من الميزوبوز، عند تقاطع طبقة الميزوسفير والثرموسفير، على ارتفاع حوالي 100 كم. بعض التوربوبوز الأخرى في النظام الشمسي المعروفة تشمل كوكب الزهرة عند حوالي 130 - 135 كم، المريخ على بعد 130 كم، كوكب المشتري على بعد 385 كم تقريبًا، وتيتان عند 800-850 كم.
تم اكتشافه من قبل العلماء الفرنسيين بعد إطلاق صاروخين من طراز فيرونيكا السبر في 10 و12 مارس 1959.